# Cratere van Rhijn
van Rhijn è un cratere lunare di 46,16 km situato nella parte nord-occidentale della faccia nascosta della Luna.